# SWRMXS
 (novembre 2010).
Si vous disposez d'ouvrages ou d'articles de référence ou si vous connaissez des sites web de qualité traitant du thème abordé ici, merci de compléter l'article en donnant les références utiles à sa vérifiabilité et en les liant à la section « Notes et références ».
Albums de HIM
Screamworks: Love in Theory and Practice
(2010) XX – Two Decades of Love Metal
(2012)
SWRMXS (Screamworks Remixes) est le 12e album de HIM. C'est un album remix du dernier album Screamworks: Love in Theory and Practice, il marque également la fin de contrat chez Sire Records.

## Liste des titres
1. In Venere Veritas (Huoratron Remix)
2. In The Arms Of Rain (SALEM Remix)
3. The Foreboding Sense Of Impending Happiness (Morgan Page Remix)
4. Ode To Solitude (Gavin Russom Remix)
5. Heartkiller (The Mercyfvcks Remix)
6. Love The Hardest Way (Tiësto Remix)
7. Shatter Me With Hope (oOoOO Remix)
8. Dying Song (Jay Lamar & Jesse Oliver Remix)
9. Disarm Me (With Your Loneliness) (VV Remix)
10. Scared To Death (Diamond Cut Remix)
11. Acoustic Funeral/Like Saint Valentine/Katherine Wheel (ÖÖ Megamix)